# Дубравци (Канфанар)
Дубравци (итал. Dobrava) је насељено место у Републици Хрватској у Истарској жупанији. Административно је у саставу општине Канфанар.

## Историја
До територијалне реорганизације У Хрватској налазило се у саставу старе општине Ровињ.

## Становништво
Према попису становништва из 2011. године у насељу Дубравци било је 8 становника који су живели у 4 породична домаћинства.
Кретање броја становника по пописима 1857—2001.
| година пописа   | 1857. | 1869. | 1880. | 1890. | 1900. | 1910. | 1921. | 1931. | 1948. | 1953. | 1961. | 1971. | 1981. | 1991. | 2001. | 2011. |
| Број становника | 0     | 0     | 33    | 38    | 58    | 47    | 0     | 0     | 43    | 31    | 15    | 23    | 26    | 13    | 10    | 8     |

Напомена: У 1857. и 1869. и 1931. подаци су садржани у насељу Мргани, а 1921. у насељу Барат. Од 1880. до 1910. исказивано је под именом Добровац.